# Ходаков Микола Іванович
Микола Іванович Ходаков (1930, село Нижній Нагольчик, тепер селище Антрацитівського району Луганської області — ?) — український радянський діяч, новатор сільськогосподарського виробництва, тракторист колгоспу «Червоний колос» Ровеньківського району Луганської області. Депутат Верховної Ради УРСР 5-го скликання.

## Біографія
Після закінчення курсів трактористів при Ровеньківській машинно-тракторній станції (МТС) до 1950 року працював трактористом у Ровеньківському районі Ворошиловградської області.
У 1950—1953 р. — служба в Радянській армії.
З 1953 року — тракторист МТС, тракторист колгоспу «Червоний колос» Ровеньківського району Ворошиловградської (Луганської) області. Був одним із кращих механізаторів Луганщини.

## Нагороди
- ордени
- медалі